# Мольєр (фільм, 1956)
Мольєр (фр. Molière) — французький короткометражний художній фільм 1956 року, знятий Норбером Тільдьяном. Дебют в кіно Жана-Поля Бельмондо, у якому він також виконав головну роль.

## Сюжет
Короткометражний біографічний нарис про життя видатного французького комедіографа, Жана-Батіста Поклена, якого більшість знає за псевдонімом Мольєр.

## У ролях
- Жан-Поль Бельмондо — головна роль
- Гастон Ваккія — Журден / Арган
- Андре Еко — Отец Діафуарус
- Катрін Самі — Туанетт / Ніколь
- Жан Пюїберно — майстер музики
- Жак Серей — майстер танців
- Крістіан Ассе — Маскарі

## Знімальна група
- Режисер — Норбер Тільдьян
- Оператор — Жак Клейн
- Композитор — Жак Чарпентьє